# Несовершенная конкуренция
Несовершенная конкуренция — согласно экономической теории, это такая ситуация, в которой структура рынка не соответствует условиям для существования совершенной конкуренции. Распространенной является следующая классификация форм несовершенной конкуренции:
- Монополия, в которой существует только один продавец (например, рынок газоснабжения);
- Олигополия, в которой существует небольшое количество продавцов (например, рынок мобильных услуг);
- Монополистическая конкуренция, в которой существует много продавцов, производящих схожие товары, одновременно несколько отличаются (критерием дифференциации может быть даже место нахождения продавца);
- Монопсония, в которой существует только один покупатель (например, рынок тяжелого оружия);
- Олигопсония, в которой существует небольшое количество покупателей.

Также может существовать несовершенная информация на таких рынках, где информация о ценах или товарах недостаточна, то есть рыночная среда считается непрозрачной.